# Paradise Hill
Paradise Hill – miejscowość w Stanach Zjednoczonych, w stanie Oklahoma, w hrabstwie Sequoyah.